# خوان مانويل نافاريتي
خوان مانويل نافاريتي (بالإسبانية: Juan Manuel Navarrete)‏ هو لاعب كرة قدم أرجنتيني في مركز الوسط، ولد في 20 فبراير 1988 في Sastre, Santa Fe ‏ في الأرجنتين. لعب مع أتليتيكو رافائيلا ونادي 9 دي خوليو دي رافاييلا.

## وصلات خارجية
- خوان مانويل نافاريتي على موقع قاعدة بيانات كرة القدم.إي يو (الإنجليزية)
- خوان مانويل نافاريتي على موقع Soccerway.com (الإنجليزية)